# Messene
Messene byla starověká řecká polis (město) na jihozápadě Peloponésu, asi 20 km severozápadně od města Kalamata. Ve starověku to bylo hlavní město Messénie, v současnosti (Stará Messene) rozsáhlé a bohaté archeologické naleziště s mnoha zčásti opravenými stavbami. Moderní město stejného jména Messini se nachází asi 16 km jihovýchodně odtud nedaleko pobřeží Messénského zálivu k Jónskému moři a má asi 23 000 obyvatel.

## Zeměpisná poloha
Město bylo strategicky umístěné mezi horou Ithomi (798 m), která se stala součástí jeho opevnění, a jejím vedlejším vrcholem Eua. Dokázalo se dobře rozvíjet, protože v okolí nebyla žádná jiná velká města.

## Historie
Na místě stálo už od doby bronzové achájské město Ithome, z něhož archeologové nalezli několik tabulek v písmu Linear B. Není známo, kdy bylo opuštěno, ale bylo znovu založeno jako Messene ve 4. století př. Kr.
Po vítězství nad Spartou svolal thébský generál Epameinóndás zpět Messénce, kteří uprchli před spartskou vládou a byli široce rozptýleni. Roku 369 před Kristem s nimi pak založil Messene jako hlavní město nového státu Messénie. Messene měla ještě i v Římské říši stále nějaký význam. Pozůstatky baziliky dokládají osídlení ještě v raně byzantské době.

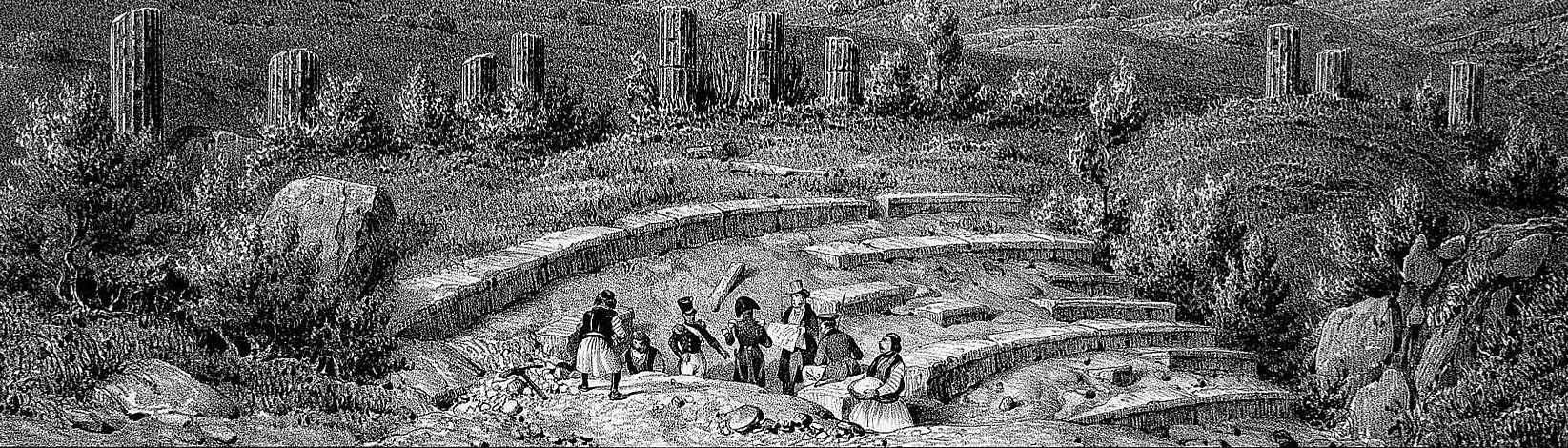
Členové vědecké komise expedice Morea na stadionu starověkého Messene v roce 1829 (detail litografie Prospera Baccueta)

## Archeologie

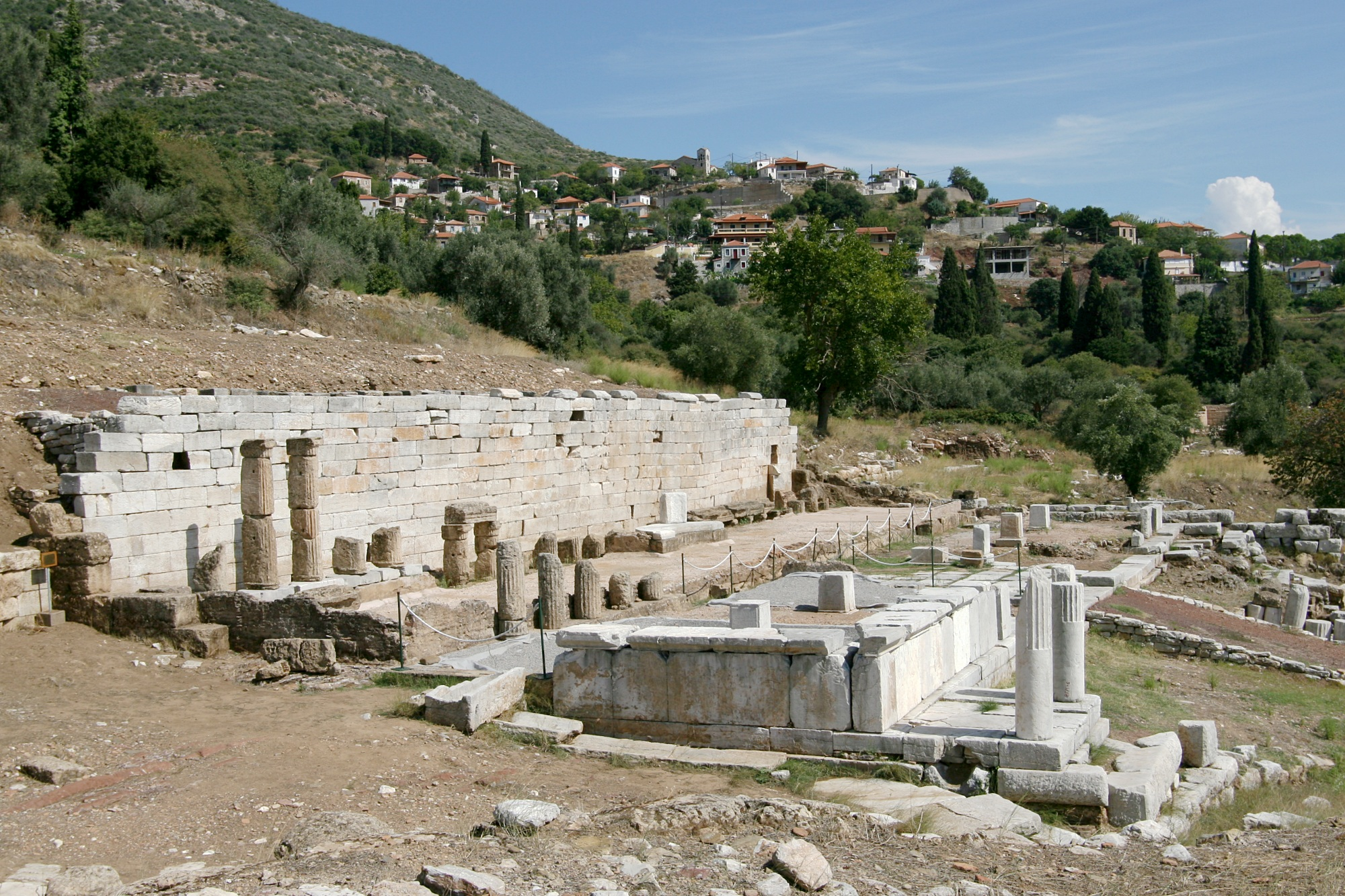
Messene, fontána Arsinoe. V pozadí je vesnice Mavromati

Popis antického cestovatele a spisovatele Pausania (4,31–33) umožňuje identifikaci památek, které byly většinou nalezeny a odkryty teprve nedávno. Messene je nejrozsáhlejší archeologickou oblastí v Řecku, která je intenzivně prozkoumávána. Pokud jde o stav archeologického výzkumu a rekonstrukce, podléhá neustálému vývoji a změnám. V oblasti starověkého centra města se nacházejí pozůstatky divadla, 40 m široká fontána Arsinoe - podle místní legendy jde o dceru messénského krále Leukippa a matku boha Asklepia. Byl zpřístupněn malý příchod do haly, patrně jde o severní halu agory.

### Hradby

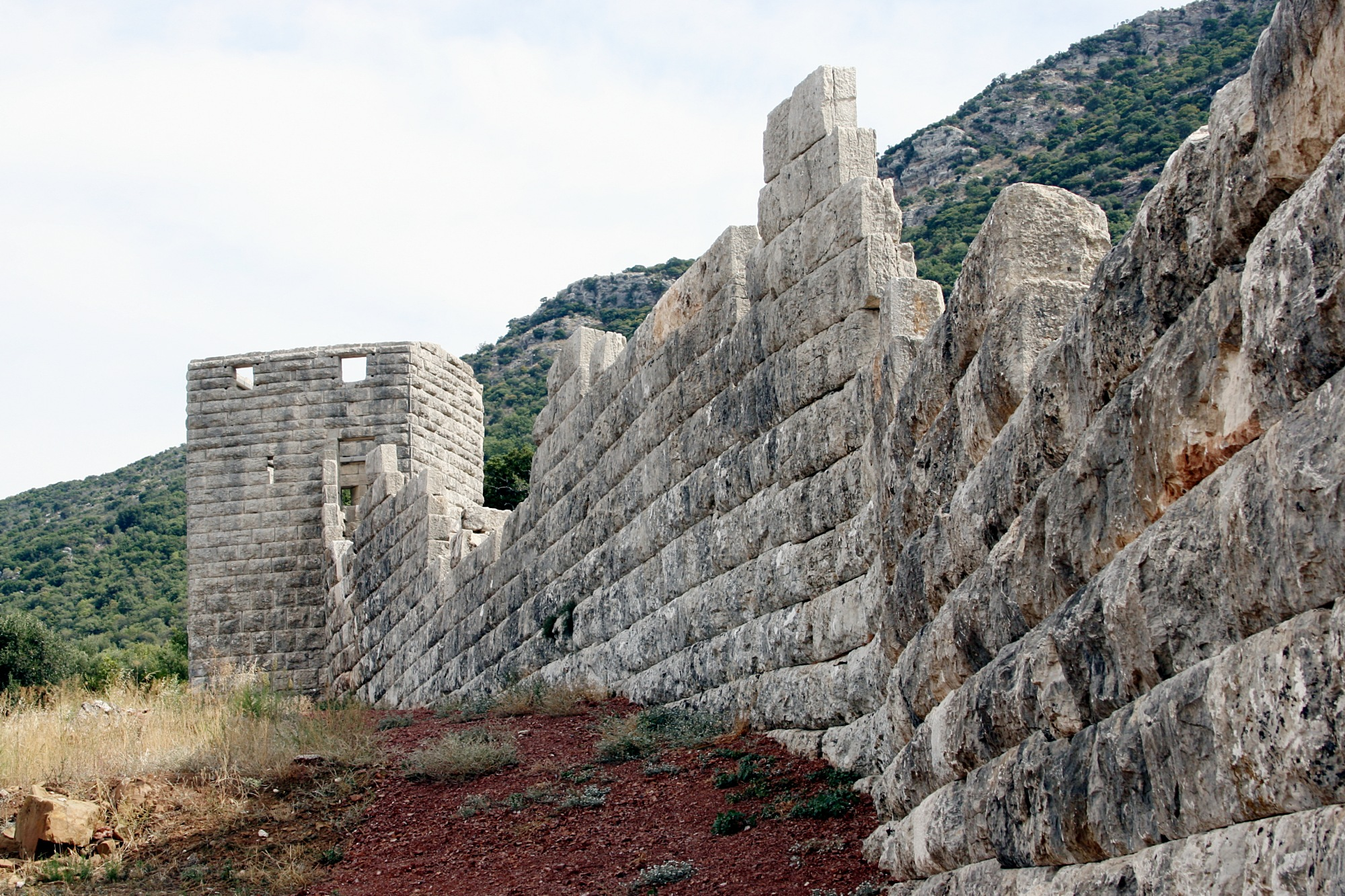

Původně 9 km dlouhé městské hradby pocházejí z doby, kdy bylo město založeno - možná až ve 3. století - a patří k nejzachovalejším v Řecku. Zeď je zajištěna četnými věžemi s půlkruhovým a čtvercovým půdorysem. Na severozápadě je monumentální arkádská brána (Arkadisches Tor) s kruhovým vnitřním nádvořím. Mimo bránu byly při vykopávkách nalezeny pozůstatky několika velkých hrobek.

### Asklépion

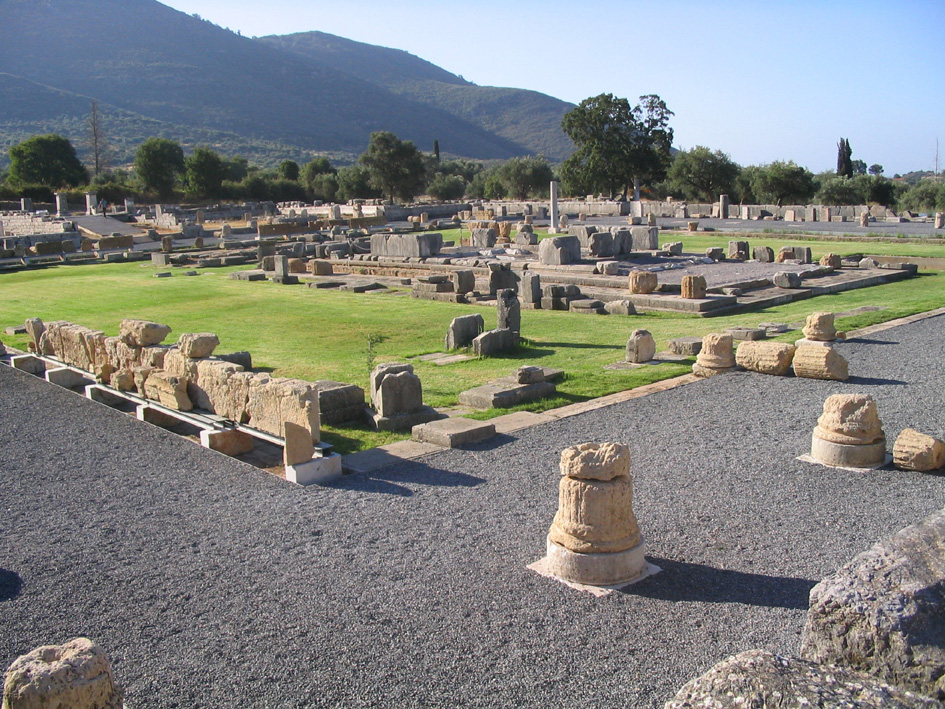

Nejdůležitější památkou je komplex Asklépion, jehož vznik se předpokládá krátce po roce 215 před Kristem. Na přibližně čtvercovém  nádvoří o rozměrech přibližně 66 x 72 metrů, které se blíží náměstí, se nacházel chrám peripteros v dórském řádu, který má 6 na 12 sloupů. Před ním leží oltářní budova. Nádvoří je ze všech stran obklopeno dvoulodními halami (stoa), s 21 nebo 23 sloupy na přední straně a uvnitř s dvakrát tak dlouhým sloupořadím. Sloupy mají  korintské hlavice s eróty plné fantazie a nesou architráv s fasciemi a vlys, který je zdoben býčími lebkami a girlandami (bukranium).
K halám je připojena řada dalších prostor. Na východ od hlavního vchodu (propylon) je zasedací prostor (Ekklesiasterion) a další dvě velké haly. Na západě je řada menších prostor, které se většinou otevírájí do celé šířky haly (exedra). Byly v nich postaveny četné sochy; jeden prostor sloužil jako svatyně bohyně Artemis. V severní řadě místností je integrován další monumentální propylon, který je spojen schodištěm s výše položenou ulicí a pravděpodobně také s agorou. V oblastech po stranách těchto schodů byly následně zřízeny dva velké prostory („Sebasteion" nebo „Caesareion"), které sloužily k uctívání římských císařů.

### Stadion

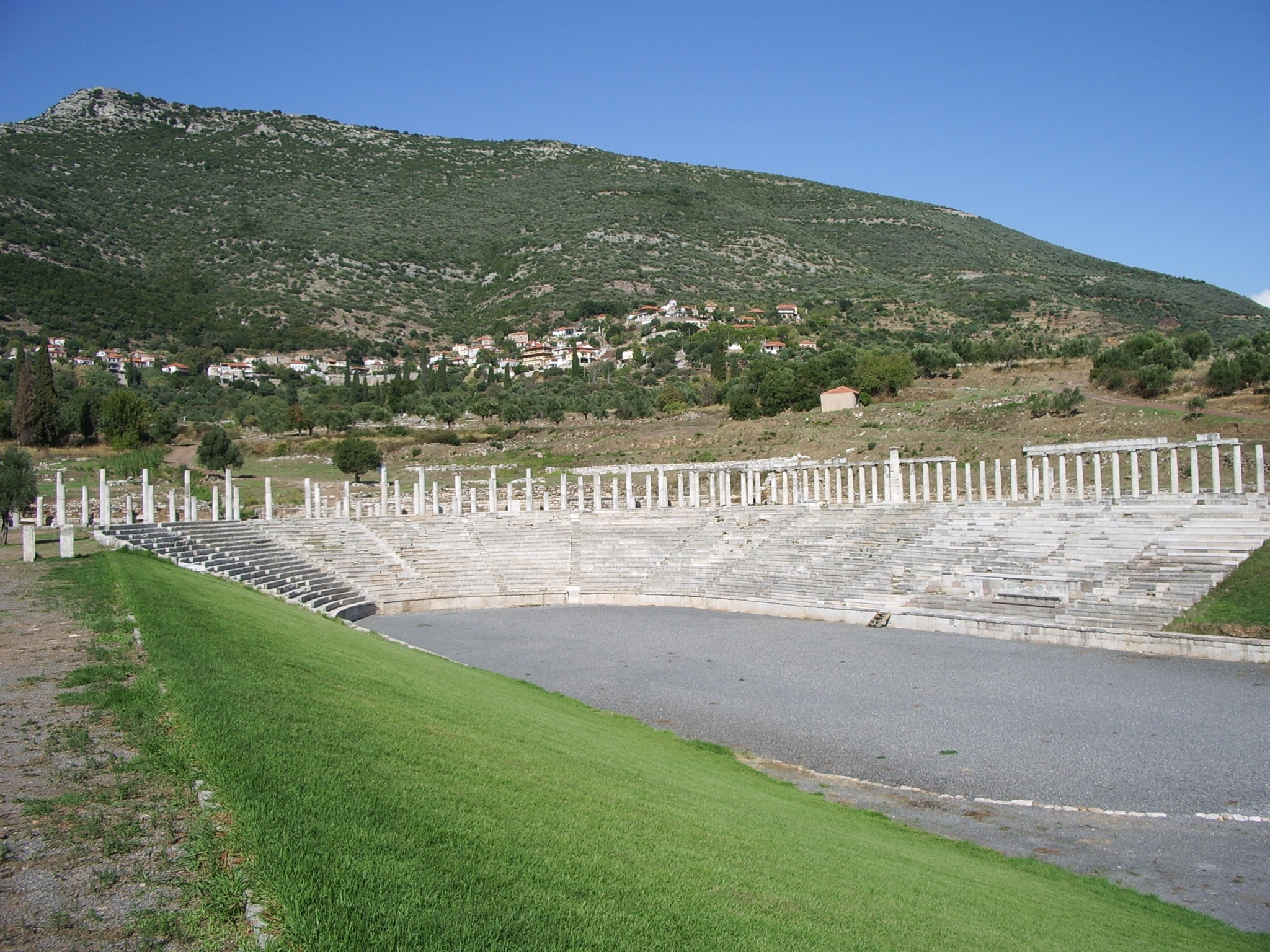
Messene, stadion

Asi 200 m níže po svahu byl v posledních letech vykopávkami nalezen monumentální stadion - nejpůsobivější a nejzachovalejší zřícenina ve městě. Na stadion se vstupuje v jeho severozápadním rohu přes nově upravený propylon, postavený v dórském řádu. Na západní straně bylo bezprostředně před stadionem odkryto několik čestných hrobů.
Severní část stadionu je v délce 110 m ze všech tří stran obklopena halami v dórském řádu. Jejich četné sloupy byly znovu postaveny. Severní konec běžecké dráhy je ohraničen kamennými schody ve tvaru podkovy, tribuny na jižním konci byly bez sedadel a jsou nyní (2008) zpevněny trávníkem. Na opačném konci stadionu byl ve startovním prostoru heroon ve tvaru čtyřsloupového chrámu prostylos, který je v současné době obnovován. Podle nejnovějších výzkumů se jedná o mauzoleum rodiny Saithidae, vlivné rodiny z 1. až 3. století našeho letopočtu.

## Galerie

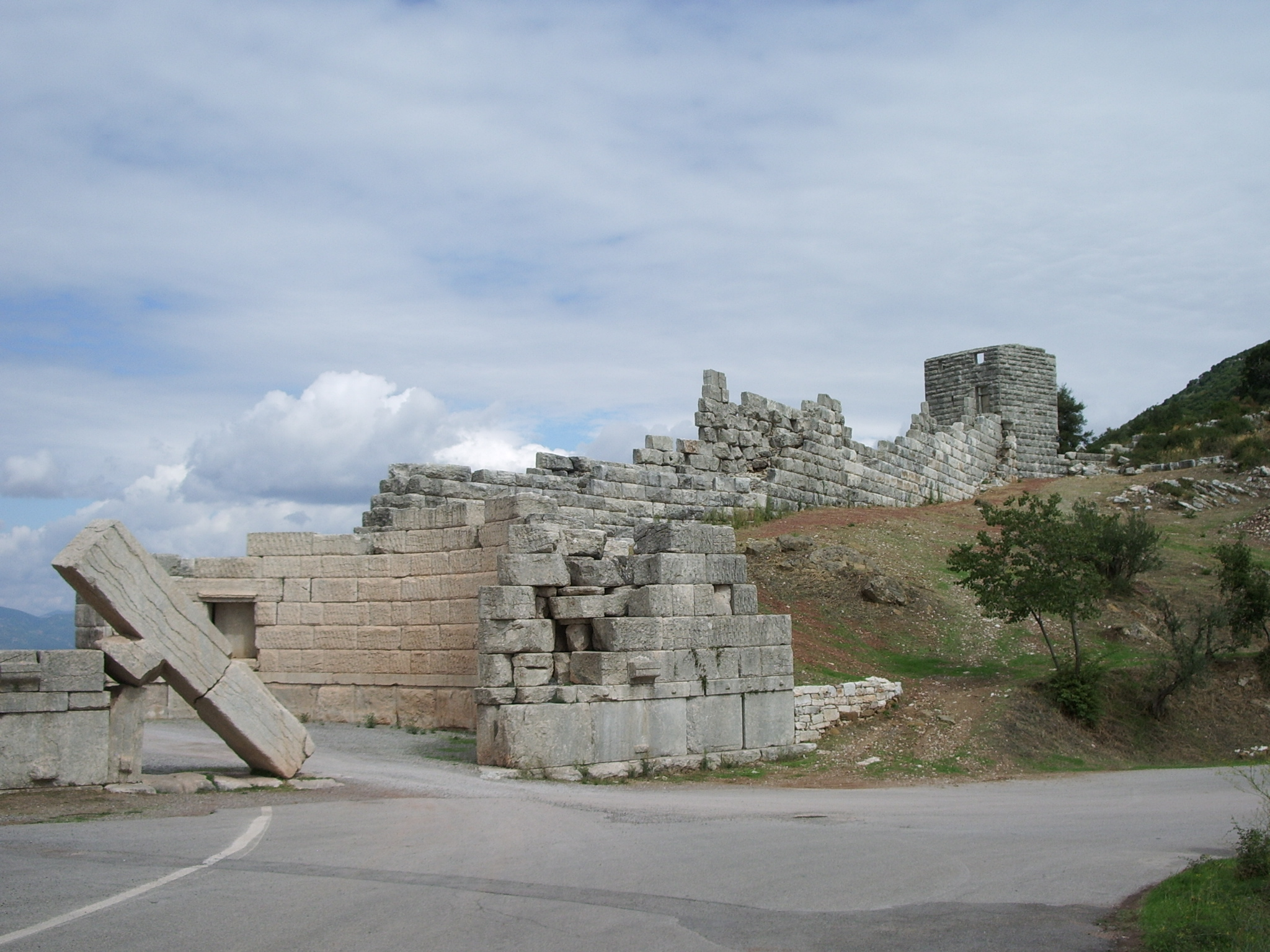
Messene. Arkádská brána s částí hradeb
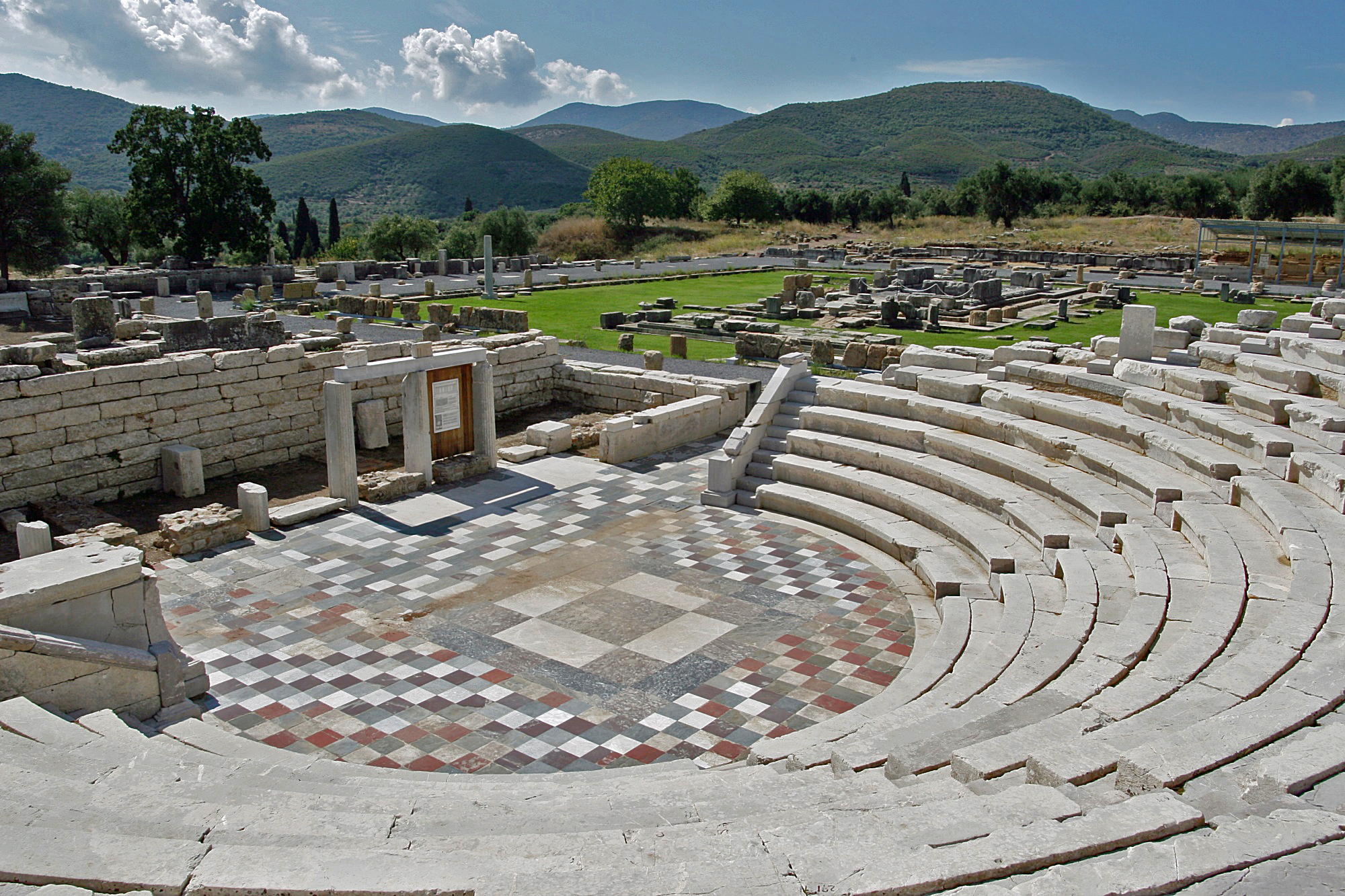
Messene, Ekklesiasterion.
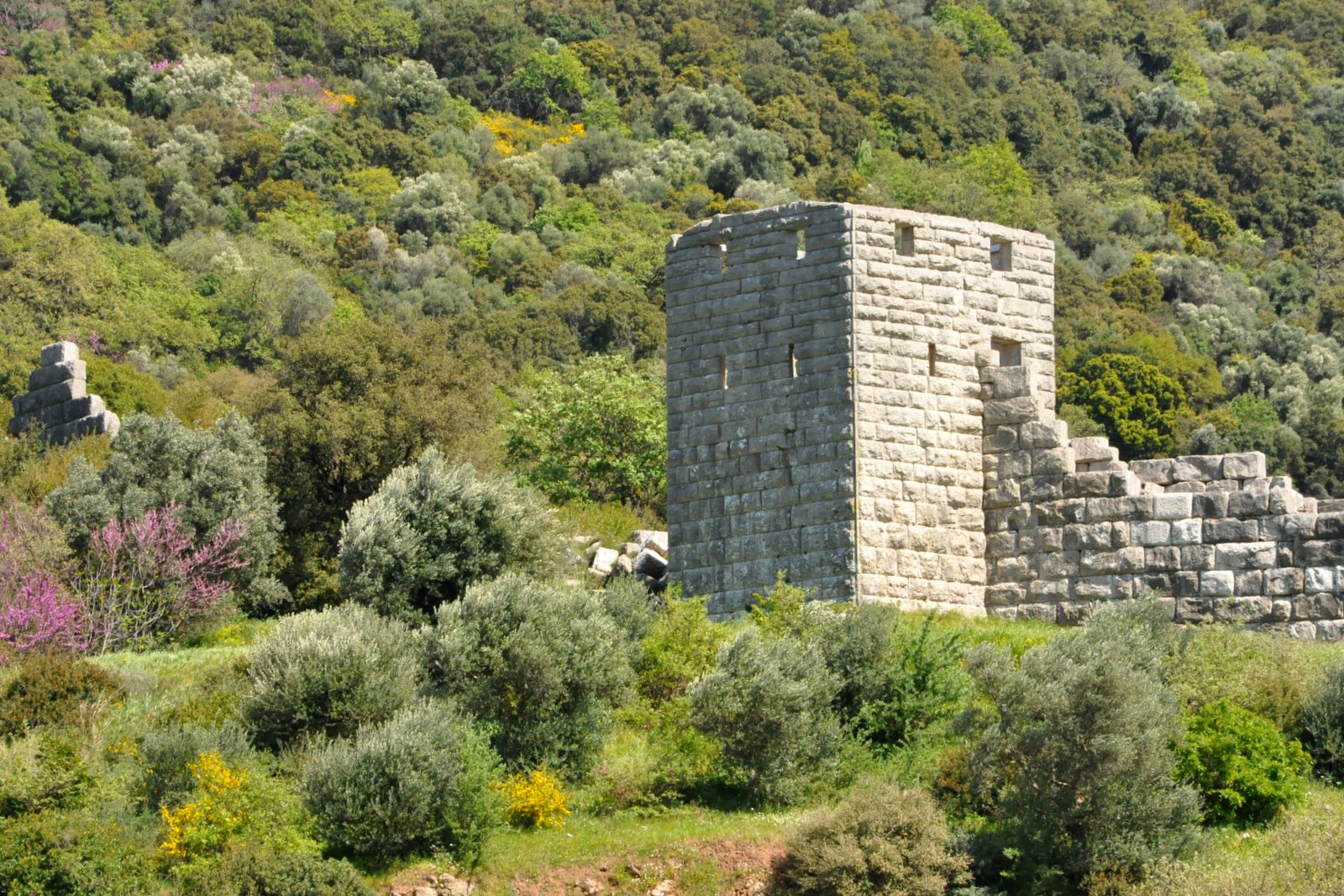
Messene, strážní věž ve hradbách
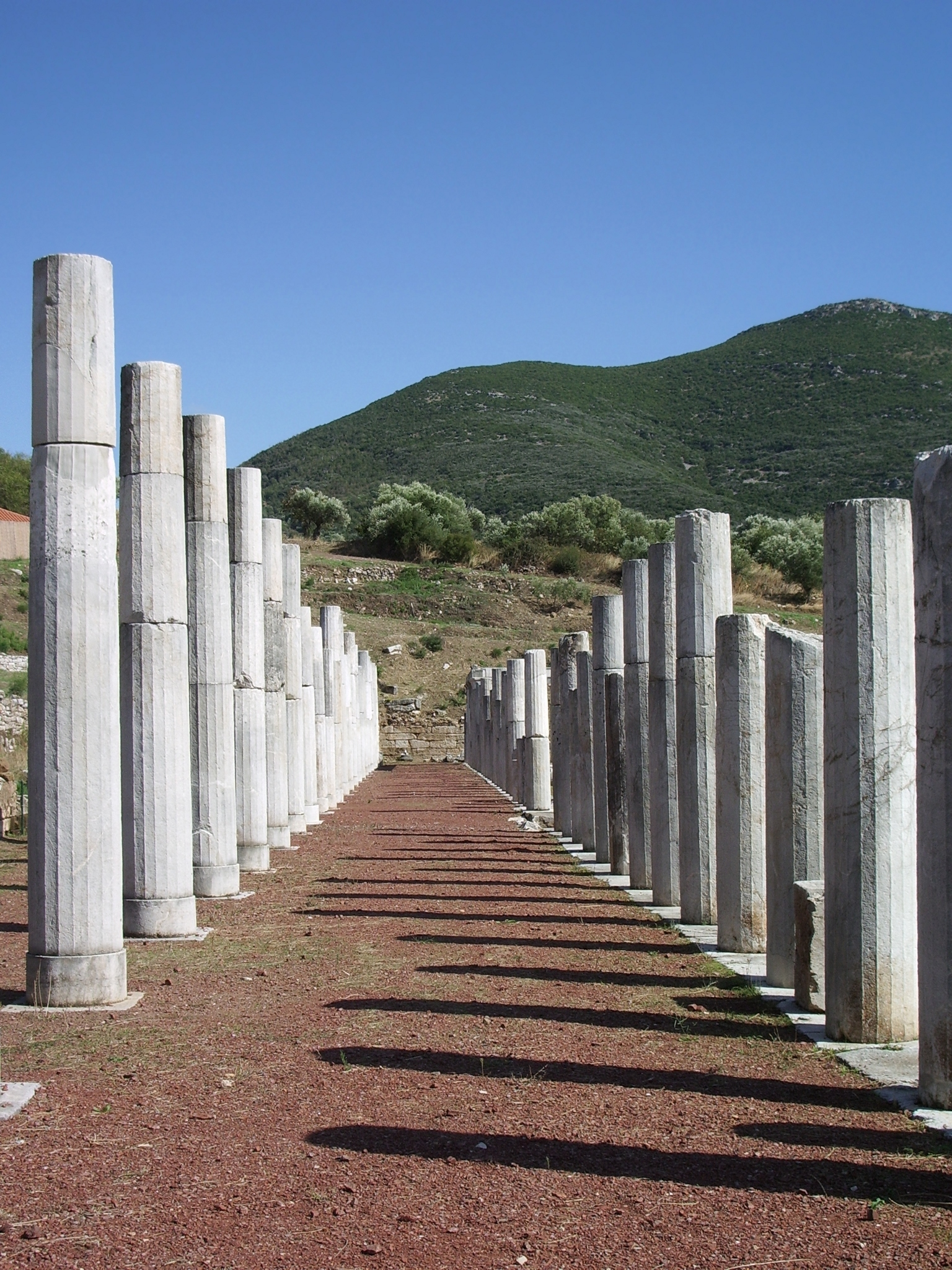
Messene, sloupořadí severní haly stadionu